# De Nar
De Nar is een fictief persoon in De boeken van de Zieners, De boeken van de Levende Schepen en De boeken van de Nar van de schrijfster Robin Hobb, een pseudoniem van Megan Lindholm.

## Boeken van de Zieners
In de boeken van de zieners is de Nar nog jong en geheel wit. Hij kleed zich in narrenpakken met belletjes en hij draagt altijd een staf met een rattenkopje bij zich. Zijn humor is bijtend.
Hij is geboren in een land zeer ver ten zuiden van De Zes Hertogdommen waar zijn ouders twee neven en een vrouw zijn. Omdat hij een 'witte' is, werd hij naar een speciale school gestuurd. Hier werd alles wat hij zei opgeschreven en als profetie behandeld. Zijn doel als witte profeet is om draken terug in de wereld te brengen. 
Via Jamaillia komt hij in de Zes Hertogdommen terecht. Hier maakt hij kennis met Fitz, die zijn Katalysator, veranderaar, wordt. In die periode worden de Zes Hertogdommen geteisterd door de Rode Kapers.

## Boeken van Levende Schepen
In de boeken van de Levende Schepen gaat de Nar door het leven als Amber. Een vrouw gespecialiseerd in het werken met hout. Zij modelleert het gezicht van het levende schip Paragon naar het gezicht van FitzChevalric Ziener. Amber is iets donkerder van tint dan de Nar was.

## Boeken van de Nar
In de boeken van de Nar gaat de Nar door het leven als Heer Gouden. Hij heeft een gouden huidskleur. Heer Gouden is een rijk man met een dure smaak. Hij neemt Tom Dassenkop, FitzChevalric, aan als zijn dienaar en lijfwacht.